# 西九龍公路

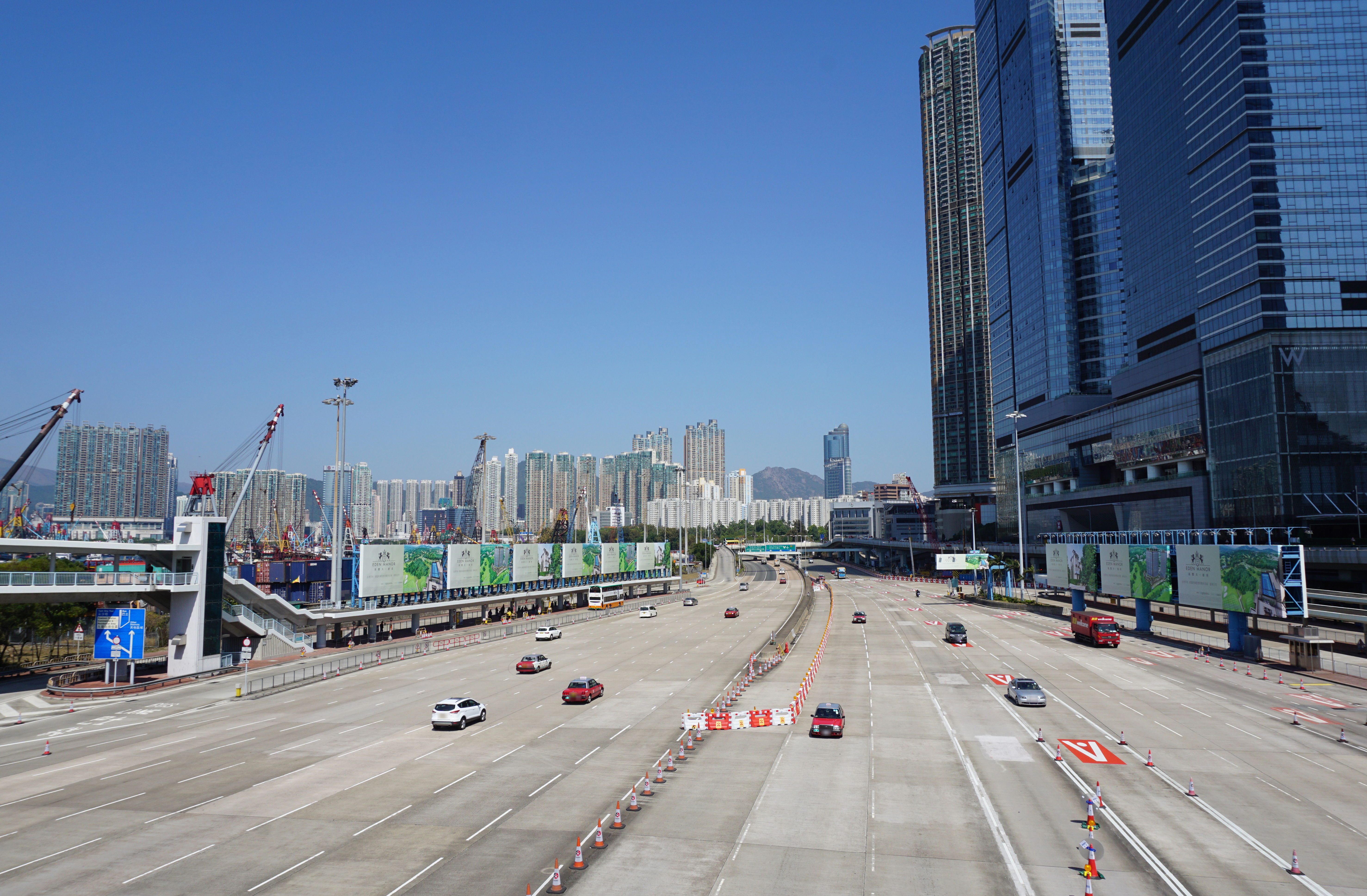
西九龍公路近西區海底隧道收費廣場

西九龍公路（英語：West Kowloon Highway），前稱西九龍快速公路（英語：West Kowloon Expressway），是香港3號幹線的一部份，連接青葵公路、昂船洲大橋及西區海底隧道。全線均為3線雙程分隔快速公路。西九龍公路亦是九龍區限速最寬鬆的快速公路，車速限制為每小時100公里；但在西隧至油麻地交匯處的一段列入隧道管制區域，因而被強制標示為非快速公路（隧道管制區域內的道路不准列為快速公路），令油麻地交匯處約600米的一段西九龍公路成為全香港其中一段限速每小時100公里的非快速公路。

## 歷史及簡史
西九龍公路是香港機場核心計劃一部分，全長5公里，以公路旁的奧運站作參考點，奧運站以南約2.2公里位於地面，以北約2.8公里則為架空道路(路標4.3至7.1)，架空道路下用作容納港鐵機場快綫及東涌綫。公路其中兩個較大型的交匯處：荔灣交匯處和油麻地交匯處，其中油麻地交匯處有預留位置連接6號幹線的中九龍幹線往東九龍方向。
西九龍公路是渣打香港馬拉松的其中一段主要賽道，因此在相關賽事舉辦期間，西九龍公路（南行）將會封閉。

## 出口
| 西九龍公路                                               | 西九龍公路 | 西九龍公路                                                    |
| -------------------------------------------------------- | ---------- | ------------------------------------------------------------- |
| 北行                                                     | 出口編號   | 南行                                                          |
| 連接青葵公路                                             |            |                                                               |
| 西九龍公路終點                                           |            | 西九龍公路起點                                                |
| 葵青貨櫃碼頭1-8、荔景、沙田 美青路、連翔道、貨櫃碼頭南路 | 4          | 出口設於青葵公路                                              |
| 青衣、大嶼山、機場 青沙公路                              | 3          | 荔枝角、長沙灣、深水埗、大角咀、油麻地 連翔道、荔寶路、深旺道 |
| 尖沙咀、旺角、油麻地、大角咀、沙田 油麻地交匯處、連翔道  | 2          | 旺角、大角咀、尖沙咀 油麻地交匯處                             |
| 西九龍公路起點                                           |            | 西九龍公路終點                                                |
| 連接西區海底隧道                                         |            |                                                               |

## 圖片集

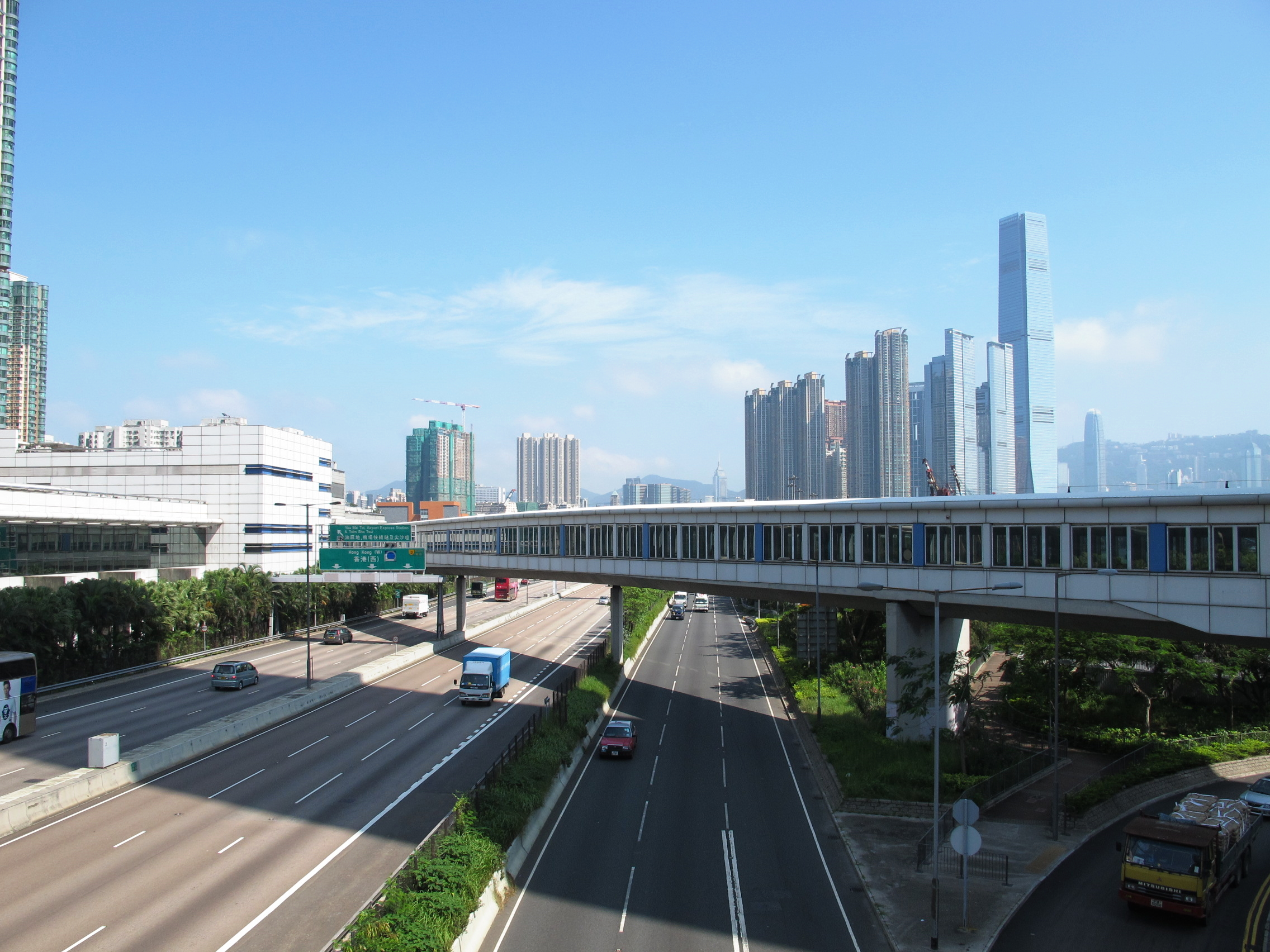
西九龍公路及連翔道近港鐵奧運站一帶 左方為西九龍公路，右方為連翔道北行（2012年5月）
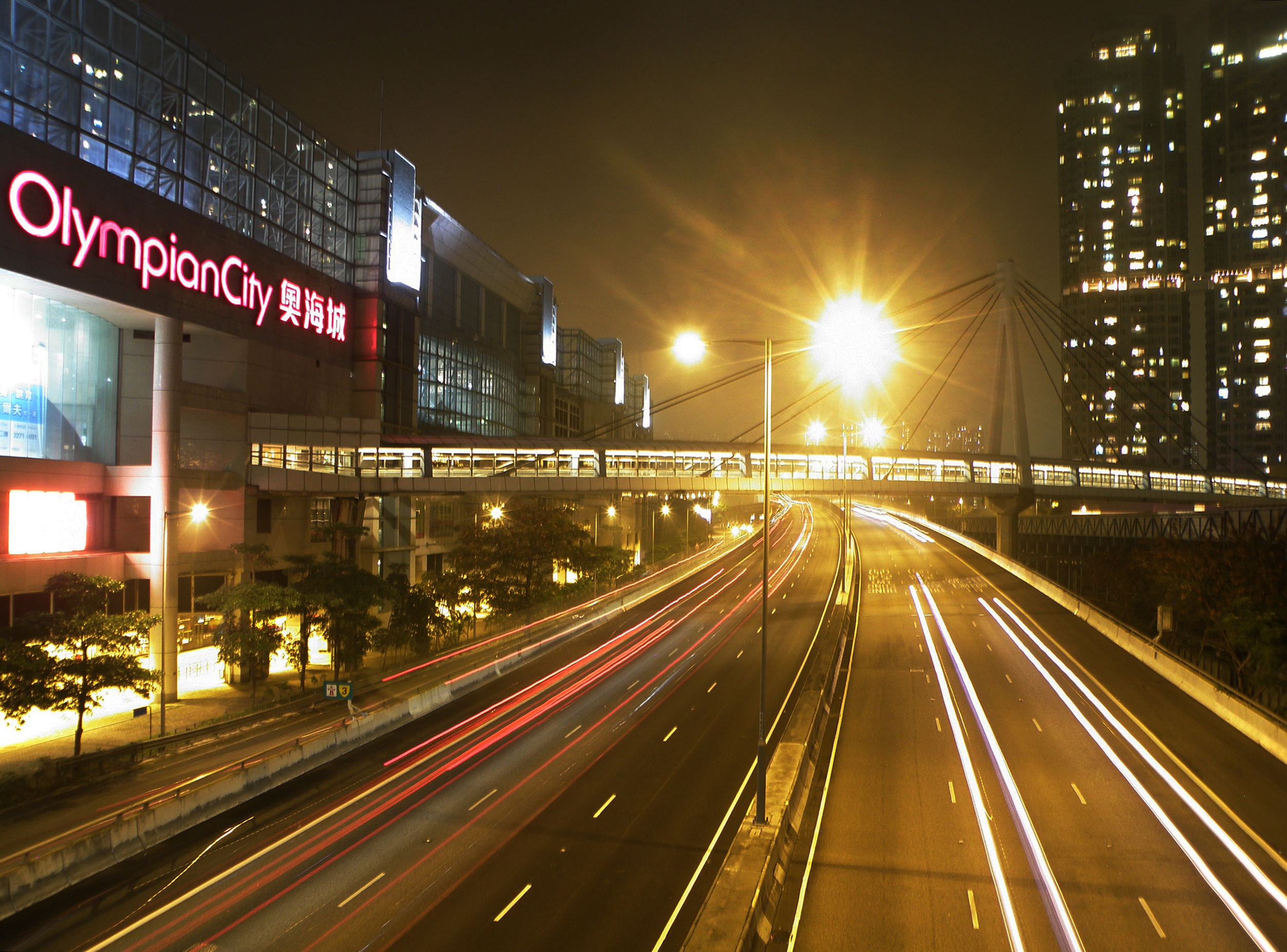
西九龍公路近奧運站，向大角咀方向夜景

## 外部連結
香港巴士大典上的相关条目：西九龍公路
 香港道路大典上的相关条目：西九龍公路
| 先前 西區海底隧道 | 香港3號幹線 西九龍公路 | 其後 青葵公路 |

| 论 编 | 香港3號幹線 |  |
| |             |  |
| 西區海底隧道 – 西九龍公路 – 青葵公路（包括長青橋） – 長青隧道 – 長青公路 – 青衣西北交匯處 – 青朗公路（包括汀九橋及大欖隧道） |             |  |
| |             |  |